# Catharinus van den Berg
Catharinus (Rien) van den Berg (Utrecht, 1970) is een Nederlands schrijver, dichter, journalist en predikant.

## Carrière
Het poëtische debuut van Van den Berg, Wakker, uit 1997 werd genomineerd voor de C. Buddingh’-prijs. De jaren daarop trad Van den Berg veelvuldig op als promotor van poëzie in het algemeen en publiceerde hij nog enige dichtbundels. Psalmen voor Nu, een moderne hervertaling en berijming van de Bijbelse psalmen, voltooide hij in 2013. Hij stelde een groot citatenboek samen en een bundel met een overzicht van de christelijke poëzie van na de Tweede Wereldoorlog, alsmede diverse andere poëziebloemlezingen. Ook publiceerde hij drie detectiveromans. Hij was journalist bij het Nederlands Dagblad, studeerde op latere leeftijd theologie aan de Theologische Universiteit Kampen en werkt als communicatiemedewerker bij het Leger des Heils in Gelderland.